# Ana Paula Tavares
Ana Paula Ribeiro Tavares, född 30 oktober 1952 i Lubango i provinsen Huíla i södra Angola, är en angolansk författare och historiker, och räknas som en av Angolas främsta poeter.

## Biografi
Tavares har blandad bakgrund med den ena halvan av släkten från Castelo Branco och den andra från Kwanahama-stammen i Angola. Hon gick i skola i Huíla. Området präglades av fattigdom och diskriminering av personer med afrikanskt påbrå.
Efter skolan flyttade hon till Luanda, där hon studerade historia. I förorterna lärde hon äldre att läsa, vilket öppnade hennes ögon för hur många delar av Angolas historia som hon var okunnig om. 1973 blev hon lärare i historia. Ett par år efter att Angola drogs in i inbördeskrig 1975 flyttade Tavares till Portugal. I Lissabon studerade hon portugisiskspråkig litteratur och avlade master-examen i portugisiskspråkig afrikansk skönlitteratur. Hennes avhandling handlade om Lundas och Cokwe-samhällena i Angola.
Under sitt yrkesliv har hon arbetat på flera håll inom kulturarvsområdet, såsom museer, arkeologi och etnologi. Hon har bland annat varit inblandad i forskningsprojekten Kongo-Teke vid International Centre of Bantu Civilizations (C.I.C.I.B.A), inventering och insamling av Angolas historia i de portugisiska arkiven, och The Appropriation of Writing by Africans.
Dessutom var hon ledamot i det angolanska rådet för historisk forskning mellan 1983 och 1985.
Hon är för närvarande verksam som lärare vid Universidade Católica i Lissabon.

## Författarskap
I samband med att det koloniala samhället i Angola föll samman utvecklades dess litteratur snabbt. Tavares hade skrivit under lång tid för den egna skrivbordslådan (hon såg det som att "föra protokoll" av förändringarna), och såg litteratur som något som enbart "redan invigda" kunde hålla på med. Hon blev dock upptäckt av Luandino Vieira, som var ordförande för den enda icke-socialistiska författargruppen, och debuterade 1985 med diktsamlingen Ritos de passagem ('Initieringsriter'). Tavares blev omstridd, bland annat eftersom hon var en av de första kvinnliga angolanska författarna (tillsammans med Ana Paula de Santana och Liza Castelo),, men också för att hon beskrev situationen på ett realistiskt sätt. Hon räknas därför ibland till den angolanska 1980-talsgenerationen. Därefter har hon författat både romaner och diktsamlingar. Hennes verk genomsyras av bilder av den moderna kvinnan i Afrika, och ses som feministiska. Flera av hennes berättelser kretsar kring djur och natur. Hennes författarskap handlar delvis om hennes två världar: den angolanska och den portugisiska.
En av hennes förebilder är Arlindo Barbeitos, särskilt vad gäller hans effektivitet, och Ruy Duarte de Carvalho. Delar av hennes diktning lutar mot det aforistiska.
Vissa menar att hon är den enda välkända nutida kvinnliga angolanska poeten. Flera av hennes texter har samlats i antologier på olika språk.
Hennes novellsamling A Cabeça de Salomé finns utgiven på svenska under titeln Salomes huvud, översatt av Gunilla Winberg.

## Utmärkelser
- Mário António de Poesia of the Fundação Calouste Gulbenkian (2004)[10]

- National Culture and Art Prize on Literature, Luanda (2007)[10]

- 57º Premio Letterario Internazionale Ceppo Pistoia (2013)[10]